# Лінгвіса

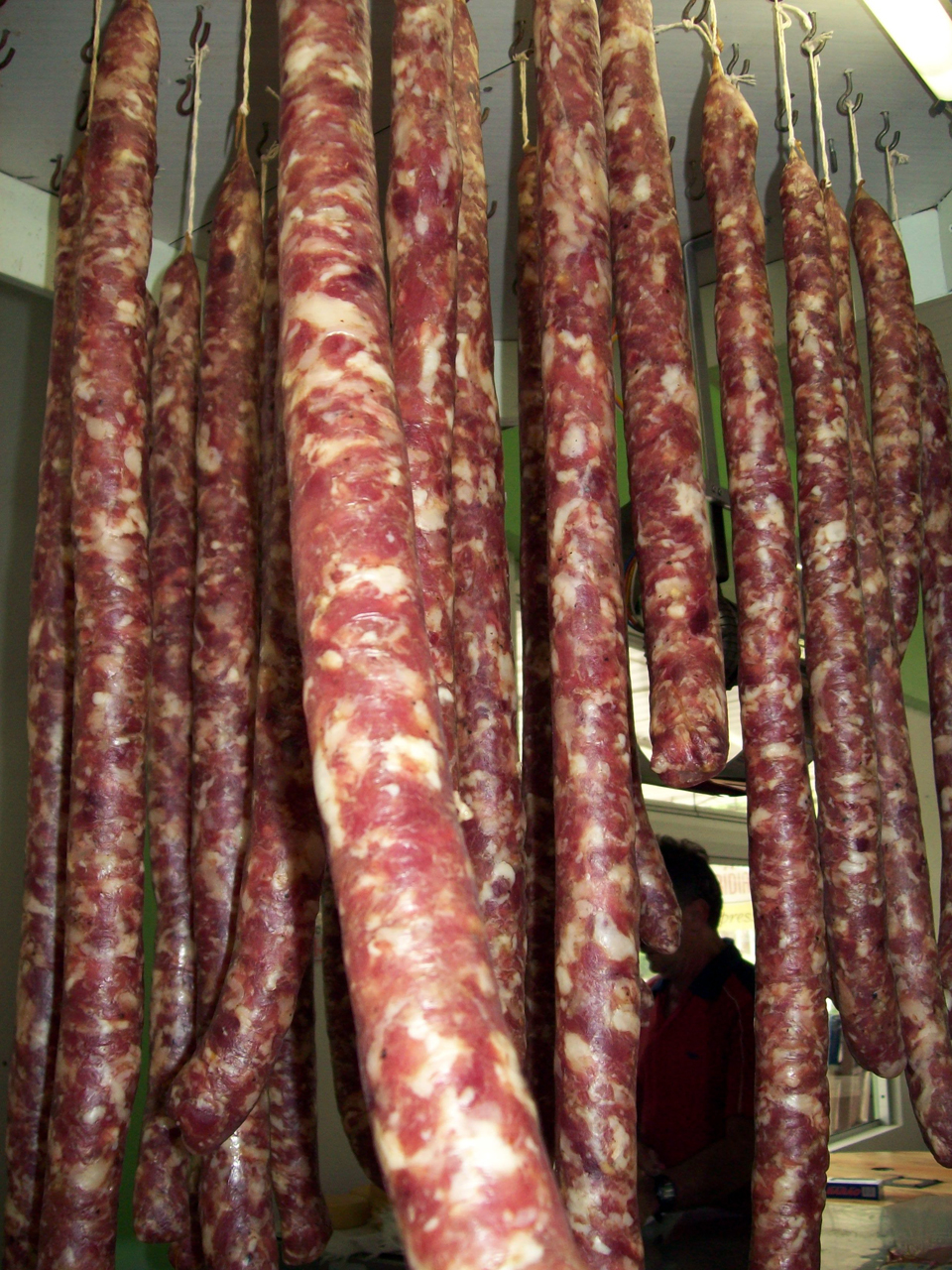
Linguiça на продажі в Еспіриту-Санту, Бразилія

Лінгвіса (порт. Linguiça; МФА: [lĩˈɡwisɐ]) — вид копченної ковбаси зі свинини, приправленої часником та парпикою в Португалії та Бразилії, а також інших лузофонних країнах.

## У бразильській та португальській кухнях
Лінгвіса, як і багато інших ковбасних виробів, зазвичай подається як частина важкої страви, зазвичай супроводжується рисом, квасолею, а також іншими продуктами зі свинини. Фейжоада, наприклад, традиційна португальська та бразильська страва (вважається національною стравою Бразилії), поширена в Бразилії та у Анголі, включає лінгвісу з бобами, рульку, та інші інгредієнти.[джерело?]
У Бразилії особливо популярним є один із варіантів лінгвіса калабреза або просто калабреза, яка готувалась спочатку з калабрійським перцем (тепер — з місцевим) італійськими іммігрантами і особливо використовувалася в піцах як гостра ковбаса. Її популярність порівнюється з пепероні у Сполучених Штатах Америки. Лінгвіса калабреза дуже схожа на лінгвісу португальську, яка приготована за оригінальним португальським рецептом, а також подається в піцах як м'яка ковбаска, як правило, зі шматочками яєць.

## За межами Португалії та Бразилії
Поза континентальною Португалією, Азорськими островами, Мадейрою та Бразилією, лінгвіса також популярна у Гоа, Макао та у інших колишніх португальських колоніальних володіннях. У цих регіонах її зазвичай нарізають на грилі або тушкують, часто з легким пивом.[джерело?] На Гаваях у McDonald's подаються сніданки лінгвіса гавайська. Також відома як португальська ковбаса, як правило, копчена, з використанням листя банана.
Лінгвіза також використовується у франсезіньі, традиційна португальська страва з Порту. Лінгвіса входить в його соус, надаючи йому виразний аромат. Лінгвіса — популярна страва у Мангалурі серед католицької громади. Мангалурська лінгвіса більш гостра, ніж португальська, і більш тісно пов'язана з чорісос. Вона сильно приправлена червоним та чорним перцем, куркумою та сіллю. Зазвичай її готують шляхом напівсмаження цибулі, додавання до м'яса цукру та оцту та варіння на слабкому, бажано дров'яному вогні.[джерело?]

## Електронні посилання
- Portuguese cooking, каталог посилань Open Directory Project